# Walter Tewksbury
Walter Tewksbury (John Walter Beardsley Tewksbury; * 21. März 1876 in Ashley (Pennsylvania), USA; † 25. April 1968 in Tunkhannock (Pennsylvania), USA) war ein US-amerikanischer Leichtathlet und mehrfacher Olympiasieger.

## Karriere
Der Sohn von Mary Harper Tewksbury und Anderson Tewksbury studierte Zahnmedizin an der University of Pennsylvania, wo er 1899 mit dem Titel eines Doctor of Dental Surgery (D.D.S.) abschließen konnte. Während seiner Studienzeit war er Läufer für das Sportteam der Universität. In den Jahren 1898 und 1899 gewann er über 110 und 220 Yards bei den Wettkämpfen der IC4A (Intercollegiale Association of Amateur Athlets of America), was dem Titel eines nationalen Studentenmeisters entsprach. Trotz dieser Erfolge wurde er mit seiner Größe von 1,86 m eher als Spezialist im Hürdenlauf angesehen.
Tewksbury, der nach dem Studium in den kleinen Ort Tunkhannock zu seiner Familie zurückkehrte, schien für die Welt des Sports vergessen zu sein. Es war das Verdienst des legendären US-amerikanischen Trainers Mike Murphy, unter dem Tewksbury während seiner Studienzeit trainierte, dass er an den Olympischen Spielen 1900 in Paris teilnahm. Murphy hatte ihn eher zufällig in dem kleinen Ort ausfindig gemacht, als er auf der Suche nach Glasarbeiten für seine Sammlung wieder auf die Familie Tewksbury stieß.
Bei den Olympischen Spielen in Paris errang Tewksbury in allen fünf Disziplinen, in denen er teilnahm, eine Platzierung unter den besten Drei. Im 200-Meter-Lauf und im 400-Meter-Hürdenlauf wurde er Olympiasieger. Der Lauf über die Hürdendistanz stellte für die US-Athleten eine Besonderheit dar, denn über diese Strecke verfügten sie über keine Erfahrung, da diese Strecke in den USA zu jener Zeit nicht gelaufen wurde. Erschwert wurde der Lauf noch dadurch, dass es sich bei den Hürden nicht um die üblichen Holzgestelle handelte, sondern um 8 Meter lange Telefonmasten, die in einer Höhe von ca. 1 Meter quer über die Strecke aufgelegt waren. Tewksburys Talent im Hürdenlauf kam bei diesen Bedingungen besonders zur Geltung.
Im 60- und 100-Meter-Lauf errang Tewksbury jeweils den zweiten Platz hinter seinem ehemaligen Studienkollegen Alvin Kraenzlein (60 Meter) bzw. hinter Frank Jarvis (100 Meter). Das Finale über 100 Meter hatte insofern besondere Brisanz, weil Jarvis im Vorlauf und Tewksbury im Zwischenlauf mit 10,8 s den inoffiziellen Weltrekord eingestellt hatten. Der Sieg von Jarvis mit ungefähr einem halben Meter Vorsprung war denn auch sehr knapp.
Seine fünfte Medaille errang Tewksbury mit dem dritten Platz im 200-Meter-Hürdenlauf hinter Kraenzlein und dem Inder Norman Pritchard. Tewksbury gelang damit eine bis heute unerreichte Leistung. Kein Läufer hat in der Leichtathletik bei denselben Olympischen Spielen mehr Medaillen in den individuellen Laufdisziplinen erreicht.
Platzierungen bei den Olympischen Spielen:
- II. Olympische Spiele 1900, Paris
  - 200 m – Gold[1] mit 22,2 s (Silber an Norman Pritchard aus Indien mit 22,8 s; Bronze an Stan Rowley aus Australien mit 22,9 s)
  - 400 m Hürden – Gold mit 57,6 s (Silber an Henri Tauzin aus Frankreich mit 58,3 s; Bronze an George Orton aus Kanada mit 58,8 s)
  - 60 m – Silber mit 7,0 s (Gold an Alvin Kraenzlein aus den USA mit 7,0 s; Bronze an Stan Rowley aus Australien mit 7,1 s)
  - 100 m – Silber mit 11,1 s (Gold an Frank Jarvis aus den USA mit 11,0 s; Bronze an Stan Rowley aus Australien mit 11,2 s)
  - 200 m Hürden – Bronze mit 26,9 s (Gold an Alvin Kraenzlein aus den USA mit 25,4 s; Silber an Norman Pritchard aus Indien mit 26,6 s)

Anmerkung: Mit Ausnahme der Zeit des Siegers sind die Laufzeiten geschätzt, da es für die Platzierten keine Zeitmessung gab. Bei ihnen wurde der Rückstand auf den Sieger oder Vorplatzierten mit einer Längenangabe festgestellt.
Tewksbury hatte kein Interesse an einer Sportkarriere. Direkt nach den Spielen in Paris kehrte er nach Tunkhannock zurück und ließ sich dort als Zahnarzt nieder. 34 Jahre praktizierte er dort und wurde in seiner Heimatstadt ein geachteter Mann. Er erhielt zahlreiche Ehrungen und Ehrenmitgliedschaften von regionaler Bedeutung. 1965 verlieh ihm die University of Pennsylvania eine Ehrenmedaille. Er starb kurz nach seinem 92. Geburtstag.